# 37-й армійський корпус (Російська імперія)
37-й армійський корпус — загальновійськове з'єднання (армійський корпус) Російської імператорської армії. Утворений у квітні 1915 року. Корпус був розформований на початку 1918 року.
Брав участь у Мітаво-Шавельській операції в липні – на початку серпня 1915 р.

## Структура
Корпус входив у різні роки до складу:
- 12-ї армії (12.08.1915 — 01.11.1916)
- 1-ї армії (12.12.1916 — 01.06.1917)
- 5-ї армії (08.06 — грудень 1917)

## Командири
- Генерал-лейтенант Сіреліус Леонід-Отто Оттович[ru] (квітень — червень 1915)
- Генерал-лейтенант М. Я Лісовський[ru] (червень — вересень 1915)
- Генерал-лейтенант Полікарп Олексійович Кузнєцов (жовтень 1915 — січень 1916)
- Генерал від інфантерії Третьяков Микола Олександрович[ru] (березень 1916 — лютий 1917)
- Генерал-лейтенант Матвій Олександрович Сулькевич (лютий — вересень 1917)
- Генерал-майор Антон Петрович Симон (вересень — жовтень 1917)
- Генерал-лейтенант Матвій Олександрович Сулькевич (жовтень 1917)